# Bumping Lake
Der Bumping Lake ist ein aufgestauter und so vergrößerter natürlicher See am Bumping River im Yakima County im US-Bundesstaat Washington.
Der See wird als Speicher für das Yakima Project genutzt, ein Bewässerungsprojekt des United States Bureau of Reclamation. Obwohl er natürlichen Ursprungs ist, werden sein Volumen und sein Ablauf durch den Bumping Lake Dam geregelt, einen 18 m hohen Erddamm, der 1910 gebaut und in den 1990er Jahren modifiziert wurde. Als Speicher beträgt seine aktuelle Kapazität 41,6 Mio. m³. Das Einzugsgebiet ist 180 km² groß.